# Lärksnårlöpare
Lärksnårlöpare (Coryphistera alaudina) är en fågel i familjen ugnfåglar inom ordningen tättingar.

## Utseende och läte
Lärksnårlöparen är en mycket distinkt ugnfågel som den kraftigt streckade kroppen och spetsiga huvudtofsen ytligt sett påminner om en tofslärka. Ansiktet är tydligt tecknat och runt ögat syns en bruten orbitalring. Lätet består av en darrande drill.

## Utbredning och systematik
Lärksnårlöpare placeras som enda art i släktet Coryphistera. Den delas in i två underarter:
- Coryphistera alaudina campicola – förekommer i Gran Chaco i sydöstra Bolivia och angränsande västra Paraguay
- Coryphistera alaudina alaudina – förekommer från södra Bolivia till norra Argentina och längst ner i södra Brasilien

## Levnadssätt
Lärksnårlöparen hittas i öppen skog och buskmarker med spridda träd. Där ses den ofta i familjegrupper, utanför häckningstid också i artblandade flockar.

## Status
Arten har ett stort utbredningsområde och beståndet anses stabilt. Internationella naturvårdsunionen IUCN listar den därför som livskraftig (LC).

## Namn
Tidigare kallades arten på svenska för lärklik snårlöpare. Ett annat namn på fågeln är lärkbusklöpare.